# گیرنده پورینی
گیرنده پورینی (انگلیسی: Purinergic receptor) که به آن گیرندهٔ پورینرژیک و پورینورسپتور هم می‌گویند، گروهی از مولکول‌های غشای سلولی است که تقریباً در تمامی سلول‌های پستانداران مشاهده می‌شوند. این گیرنده‌ها نقش انکارناپذیری در یادگیری، حافظه، جنبش، رفتارهای تغذیه‌ای و خواب دارند. به‌طور مشخص، این گیرنده‌ها در چندین عملکرد سلولی مهم از جمله رشد، مهاجرت سلول‌های بنیادی عصبی، واکنش‌پذیری رگ‌ها، آپوپتوز و ترشح سیتوکین‌ها دخالت دارند. جزئیات این نقش آنها و اینکه محیط بیرونی چه تأثیری بر نحوهٔ عملکردشان دارد هنور به روشنی معلوم نشده‌است.
اصطلاح «گیرندهٔ پورینرژیک» نخستین بار هنگام توصیف گیرنده‌های خاصی به کار رفت که مسئول شل‌شدگی ماهیچه‌های جدار روده‌ها در پاسخ به آدنوزین تری‌فسفات (گیرندهٔ پی ۲) یا آدنوزین (گیرندهٔ پی ۱) بودند.
در سال ۲۰۱۴ میلادی، نخستین گیرندهٔ پورینی در گیاهان به نام DORN1 کشف شد.

## زیرگروه‌های اصلی گیرنده‌های پورینی
| نام               | فعال شدن با                                                 | گروه                             |
| گیرنده‌های P1      | آدنوزین                                                     | گیرنده جفت‌شونده با پروتئین جی    |
| گیرنده P2Y        | نوکلئوتیدها - ATP - ADP - UTP - UDP - اوریدین دی‌فسفات گلوکز | گیرنده‌های جفت‌شونده با پروتئین جی |
| گیرنده پورینی P2X | ATP                                                         | کانال یونی وابسته به لیگاند      |